# 学校法人酪農学園
学校法人酪農学園（がっこうほうじんらくのうがくえん）は、北海道江別市にある学校法人である。

## 沿革
- 1933年10月 - 北海道酪農義塾が設立
- 1936年 - 北海道酪農義塾は社団法人として認可
- 1942年3月 – 財団法人興農義塾および野幌機農学校が設立
- 1944年 - 北海道酪農義塾が廃止
- 1948年
  - 3月 - 野幌機農学校は野幌機農高等学校となる。
  - 12月 - 野幌高等酪農学校（通信教育の各種学校）が設置
- 1949年
  - 9月 - 酪農学園大学部（各種学校）設置
  - 12月 - 法人名を財団法人酪農学園に変更することが認可
- 1950年3月 - 酪農学園短期大学が設置される。酪農学園大学部廃止
- 1951年2月 - 学校法人に組織変更が認可
- 1955年2月 - 機農自動車学校（各種学校）設置認可
- 1958年2月 - 酪農学園女子高等学校設置認可
- 1960年
  - 1月 - 酪農学園大学設置認可
  - 3月 - 酪農学園女子高等学校を三愛女子高等学校に校名変更認可
- 1964年6月 - 野幌機農高等学校を酪農学園機農高等学校に校名変更認可。野幌高等酪農学校を酪農学園短期大学酪農学校に校名変更認可。機農自動車学校を酪農学園自動車学校に校名変更認可
- 1971年3月 - 酪農学園大学大学院設置認可
- 1984年
  - 2月 - 酪農学園機農高等学校を酪農学園大学附属高等学校に校名変更認可
  - 12月 - 酪農学園短期大学を北海道文理科短期大学に校名変更認可
- 1988年3月 - 三愛女子高等学校を （旧）とわの森三愛高等学校に校名変更認可（男女共学化）
- 1991年
  - 1月 - 酪農学園短期大学酪農学校廃止認可。酪農学園大学附属高等学校及びとわの森三愛高等学校廃止認可、とわの森三愛高等学校設置認可（とわの森三愛高等学校と酪農学園大学附属高等学校が統合され、（新）とわの森三愛高等学校となる）。酪農学園短期大学酪農学校廃止認可
- 1997年12月 - 北海道文理科短期大学を酪農学園大学短期大学部に校名変更認可
- 2009年12月 - とわの森三愛高等学校に通信制課程設置認可
- 2010年6月 - 酪農学園大学に学群・学類制導入の届出受理
- 2012年10月 - 酪農学園大学短期大学部廃止認可

## 創立関係者
- 佐上信一（内務官僚）
- 黒澤酉蔵（北海道酪農義塾の設立者でもある）
- 佐藤善七（札幌信用組合元理事長）
- 宇都宮仙太郎 （雪印乳業の設立者）

## 歴代理事長
以下、就任年を示す。
- 初代 黒澤酉蔵（1942年）
- 第2代 青山永（1946年）
- 第3代 佐藤善七（1949年）
- 第4代 黒澤酉蔵（1957年）
- 第5代 佐藤貢（1966年）
- 第6代 遊佐孝五（1991年）
- 第7代 平尾和義（1999年）
- 第8代 麻田信二（2007年）
- 第9代 谷山弘行（2016年）

## 歴代学園長
以下、就任年を示す。
- 初代 黒澤酉蔵（1950年）
- 第2代 佐藤貢（1982年）
- 第3代 遊佐孝五（1985年）
- 第4代 牛島純一（1991年）
- 第5代 黒澤力太郎（1995年）
- 第6代 原田勇（2007年）

## 設置校
- 酪農学園大学
- 酪農学園大学附属とわの森三愛高等学校

## 設置していた学校
- 酪農学園大学短期大学部